# Elezioni parlamentari in Giappone del 1942
Le elezioni parlamentari in Giappone del 1942 si tennero il 30 aprile per il rinnovo della Camera dei rappresentanti. Furono le uniche elezioni tenutesi in Giappone durante la seconda guerra mondiale. 
381 dei 466 seggi furono vinti dall'Associazione per il sostegno dell'Autorità Imperiale (Taisei Yokusankai), dal 1940 unico partito riconosciuto del paese, e da candidati formalmente indipendenti da essa sponsorizzati. I restanti 85 seggi vennero conquistati da candidati indipendenti presentatisi senza il sostegno del partito, tra i quali i futuri primi ministri Ichirō Hatoyama e Takeo Miki.

## Risultati
| Liste             | Voti       | %     | Seggi |
| ----------------- | ---------- | ----- | ----- |
| Taisei Yokusankai | N.D.       | N.D.  | 381   |
| Altri             | N.D.       | N.D.  | 85    |
| Totale            | 12.137.086 | 100   | 466   |
| Elettori          | 14.594.287 | 83,16 |       |